# Otariídeos
Otariídeos ou otárias (família Otariidae) são os leões-marinhos e os lobos-marinhos. Atualmente, existem 14 espécies vivas de leões-marinhos e lobos-marinhos. Juntos, formam uma família de mamíferos marinhos carnívoros e pinípedes. Os lobos marinhos possuem uma camada de gordura sob a pele e uma leve camada de pelos castanhos, já os leões marinhos possuem um couro resistente que os protege do frio, couro este que é utilizado para fabricar casacos, motivo que quase os deixaram em extinção, além de pelos na região do pescoço, que formam uma juba, dando nome de leão-marinho. Os Otariídeos têm pequenas orelhas, o que os diferencia das focas, que não apresentam orelhas externas, e por terem mais facilidade em caminhar na terra, já que os membros posteriores são desenvolvidos, direcionados para a frente e são funcionais no movimento terrestre, sendo mais adequados para a natação ao contrário das focas que tem membros traseiros atrofiados, impróprios para a locomoção em terra. Os otariídeos também podem ser chamados de "falsas focas" ou "focas orelhudas". Habitam os costões e praias rochosas.
A família Otariidae inclui os lobos-marinhos (subfamília Arctocephalinae) e os leões-marinhos (subfamília dos otariíneos).

## Classificação
- Família dos Otariídeos
  - Subfamília Arctocefalíneos — lobos-marinhos
    - Gênero Arctocephalus — lobos-marinhos
      - Arctocephalus australis
      - Arctocephalus forsteri
      - Arctocephalus galapagoensis
      - Arctocephalus gazella
      - Arctocephalus philippii
      - Arctocephalus pusillus
      - Arctocephalus townsendi
      - Arctocephalus tropicalis

    - Gênero Callorhinus — lobo-marinho-do-norte
      - Callorhinus ursinus

- - Subfamília Otariíneos — leões-marinhos
    - Gênero Eumetopias — leões-marinhos
      - Eumetopias jubatus

    - Gênero Neophoca — leões-marinhos
      - Neophoca cinerea

    - Gênero Otaria — leões-marinhos
      - Otaria flavescens

    - Gênero Phocarctus — leões-marinhos
      - Phocarctus hookeri

    - Gênero Zalophus — leões-marinhos
      - Zalophus californianus
      - Zalophus japonicus
      - Zalophus wollebaecki